# Плачковци
Плачковци (болг. Плачковци) — город в Болгарии. Находится в Габровской области, входит в общину Трявна. Население составляет 1457 человек (2022).

## История
В 1190 г. в окрестностях Плачковци болгарский царь Иван Асень I разгромил армии византийского императора Исаак II Ангел в битве у Тревненского перевала.

## Политическая ситуация
В местном кметстве Плачковци, в состав которого входит Плачковци, должность кмета (старосты) исполняет Стефан Цанев Петров (коалиция «Заедно за Трявна» в составе 2 партий: Болгарский земледельческий народный союз (БЗНС), Демократическая партия) по результатам выборов.
Кмет (мэр) общины Трявна — Драгомир Иванов Николов (независимый) по результатам выборов в правление общины.